# أوردة بلعومية
الأَورِدَةُ البُلْعومِيَّة (بالإنجليزية: Pharyngeal veins)‏، هي أوردة تبدأ في الضفيرة البلعومية على السطح الخارجي للبلعوم، بعد تلقي بعض الأوردة السحائية الخلفية والوريد من النفق الجناحي، تنتهي الأوردة في الوريد الوداجي الباطني.

## الاختلافات
تصُب الأوردة أحياناً في الوريد الوجهي والوريد اللساني والوريد الدرقي العلوي.